# David Diamond

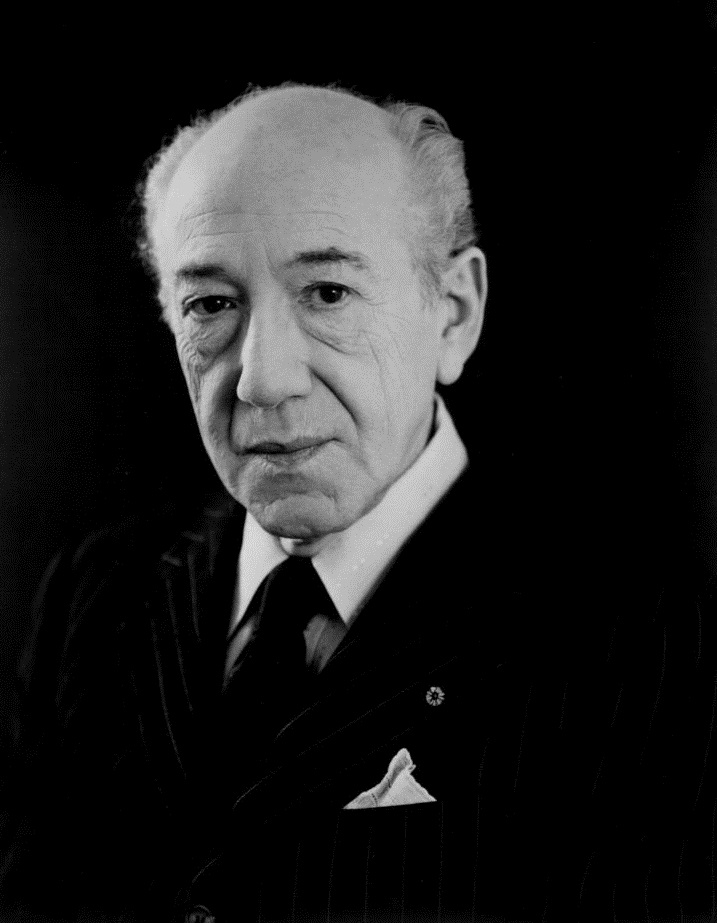
David Diamond (1987)

David Leo Diamond (Rochester, 9 luglio 1915 – Brighton, 13 giugno 2005) è stato un compositore statunitense.

## Biografia
Studiò al Cleveland Institute of Music e alla Eastman School Of Music con Bernard Rogers, ma ricevette lezioni anche da Roger Sessions a New York e da Nadia Boulanger a Parigi. Vinse per 3 volte la Guggenheim Fellowship
ed è considerato uno dei migliori compositori statunitensi della sua generazione.
Le sue composizioni sono saldamente legate al sistema tonale o tutt'al più a quello modale; la sua inconfondibile scrittura musicale è tipicamente americana, come dimostrano gli ampi passaggi, l'orchestrazione brillante, l'immediata urgenza espressiva. Non di rado si sente l'influsso della scuola francese. Nell'ultimo periodo creativo, invece, la sua musica virò decisamente verso il cromatismo.
Tra i pezzi più celebri di Diamond si segnalano i Rounds del 1944, per orchestra d'archi. Il sostanzioso contributo alla musica sinfonica è dato dalle 11 sinfonie, composte in un arco di tempo che va dal 1940 al 1991, oltre che dai 3 concerti per violino; compose 11 quartetti per archi, pagine per strumenti a fiato, per gruppi da camera, vocali e per pianoforte.
Fece parte per lunghi anni del corpo docente della Juilliard School e fu compositore residente all'Orchestra Sinfonica di Seattle. Tra i suoi allievi si annoverano Lowell Liebermann e Adolphus Hailstork.

## Opere

### Pagine sinfoniche
- 11 Sinfonie (1940-1991) (Sinfonia n. 1 nella Carnegie Hall di New York diretta da Dimitri Mitropoulos nel 1941) - (Sinfonia n. 4 e Sinfonia n. 5 nella Symphony Hall dell'American Academy of Music di Boston dirette da Serge Koussevitzky nel 1948)
- 3 concerti per violino (1937-1976)
- Kaddisch per violoncello e orchestra (1987)

### Musica da camera
- 11 quartetti per archi (1940-1966)
- Tantivy per complesso di fiati (1988)